# Амазонка
Амазо́нка (исп. и порт. Amazonas) — крупнейшая река на Земле по длине, площади бассейна и полноводности. Протекает по Южной Америке. Длина Амазонки является в научном сообществе дискуссионным вопросом и по различным измерениям составляет: от истока реки Мараньон — около 6400 км, от истока реки Апачет — 6992 км, от истока Укаяли — около 7100 км. Амазонка со своим длиннейшим истоком претендует, вместе с Нилом, на статус самого длинного водотока в мире.
Площадь бассейна с учётом притока Токантинс — 7 180 000 км²; это заметно превышает другие крупнейшие бассейны рек (Уругвай и Парана вместе — 4140 тысяч км²; Конго — около 3700 тысяч км²).

## Этимология
О происхождении гидронима имеется несколько версий. Согласно одной из них, испанские конкистадоры под командованием Ф.Орельяны, высадившись где-то в среднем течении реки, вступили в бой с индейцами, во главе которых были женщины. Это напомнило испанцам древнегреческий миф об амазонках — женщинах-воительницах, и конкистадоры дали реке название Рио-дe-лас-Амазонас (порт. Rio de las Amazonas) — «река амазонок». И хотя экспедиции XX века подтвердили факт участия индианок в битвах, современные исследователи весь этот рассказ об амазонках считают выдумкой.
Высказывалась точка зрения, что португальское название «Амазонас» происходит от слова «амасуну», которое на одном из индейских языков означает «большая вода». По мнению Е. М. Поспелова, эта гипотеза реалистична, однако настораживает, что в названиях других рек Южной Америки это слово не встречается. Некоторые авторы считают, что «амасуну» — одно из местных названий разрушительной приливной волны в устье этой реки (другое распространенное название — «поророка»). В пользу такого понимания свидетельствует применение названия «Амазонас» только к нижнему течению реки, до впадения Риу-Негру, а в среднем течении она называется Солимойнс (порт. Solimões) от наименования индейского племени сурима или сулима.
В современной Бразилии река называется «Амазонас» (порт. Amazonas, Rio), множественное число от amazona — «амазонка». Русская форма названия Амазонка — калька португальского названия с образованием от него формы единственного числа — «Амазонка». То же значение — «амазонка» (ед. ч.) имеют английская (англ. Amazon) и французская (фр. Amazone) формы названия.

## Описание
Образуется слиянием рек Мараньон и Укаяли. На участке до впадения Риу-Негру носит название Солимойнс. Длина этого участка реки — около 1600 км, площадь водосборного бассейна — 2 200 000 км², расход воды — 100 000 м³/с.
Протекая в основном по Амазонской низменности в субширотном направлении близ экватора южнее его, Амазонка впадает в Атлантический океан, образуя одну из самых больших в мире дельт (площадью свыше 100 тысяч км² и включающую один из самых больших в мире речных островов — Маражо).
Амазонку питают многочисленные притоки, наиболее значительные из которых: правые — Журуа, Пурус, Мадейра, Тапажос, Шингу, Токантинс; левые — Путумайо, Жапура, Риу-Негру.
Среднегодовой расход воды — 7280 км³ (около 230 тысяч м³/с). Это составляет 18 % общего стока всех рек, впадающих в Мировой океан. Твёрдый сток составляет около 900 млн тонн.
Амазонка полноводна весь год, поскольку сезонные колебания стока сглаживаются различным временем наступления периода дождей на её правых и левых притоках. Подъём воды в северных и южных притоках Амазонки бывает в разное время года. При подъёме воды река затопляет обширные пространства, образуя непроходимые болота.
Приливы проникают вверх по реке примерно на 1000 км и в устьевой части сопровождаются поророкой. Высота истока — 110 м над уровнем моря. Уклон реки — 0,016 м/км.
Большая часть бассейна Амазонки принадлежит Бразилии, юго-западные и западные районы — Боливии, Перу, Эквадору и Колумбии. Амазонка и её притоки образуют одну из крупнейших в мире систем внутренних водных путей общей длиной более 25 тысяч км. Главное русло Амазонки судоходно на 4300 км (до Анд). Океанские суда поднимаются до города Манаус (1690 км от устья). Главные порты (снизу вверх): Белен, Сантарен, Обидус, Манаус, Икитос (Перу).
Учёные университета Бразилиа установили, что возраст реки составляет 9 млн лет.

## История исследования
Первые сведения о существовании племени амазонок в Южной Америке приводятся в докладе королевских чиновников Хуана де Сан Мартина и Антонио де Лебрихи, принявших личное участие в походе конкистадора Гонсало Хименеса де Кесада по территории Колумбии (июль 1539):

Когда лагерь находился в долине Боготы, мы получили известия об одном народе женщин, живущих сами по себе без проживания у них индейцев [мужчин]; посему мы назвали их амазонками. Эти, как говорят те, кто нам о них сообщил, от некоторых рабов, ими купленных, зачинают [детей], и если рожают сына, то отправляют его к его отцу, а если это дочь, то растят её для увеличения этой их республики. Сказывают, что они используют рабов только для зачатия от них, которых сразу же отправляют обратно, и потому в подходящий момент их отсылают и точно так же они у них имеются.— Хуан де Сан Мартин и Антонио де Лебриха. Доклад о завоевании Нового Королевства Гранада (июль 1539 года).
Хименес де Кесада благодаря искажённым сведениям индейцев считал, что королеву амазонок звали Харатива, и даже отправил в район их проживания своего брата Эрнана Переса де Кесаду.
Амазонку открыл конкистадор Франсиско де Орельяна. Находясь на западе Южной Америки, он со своим отрядом конкистадоров обнаружил небольшую реку, посчитал, будто она впадает в Тихий океан, и решил сплавиться по ней со своим отрядом в Тихий океан. Однако, река — Амазонка — оказалась впадающей в Атлантический океан, в результате Орельяна, сплавляясь по Амазонке, первым из европейцев пересёк Южную Америку в самой широкой её части. Летом 1542 года его отряд якобы увидел племя легендарных амазонок и вступил с ними в сражение. Сегодня считается, что это были либо индейские женщины, сражавшиеся бок о бок с мужчинами, либо просто длинноволосые индейцы, которых испанцы приняли за женщин. Первоначально де Орельяна хотел назвать реку своим именем, но после боя он остановился на варианте «Амазонка».
Уже в 1553 году название река [племени] Амазонок упоминается в книге «Хроника Перу» Сьеса де Леона:
«Но и сейчас открываются и обнаруживаются реки такой удивительной величины, что они кажутся больше заливами моря, чем реками, текущими по земле. Так представляется из того, о чём утверждают многие испанцы, прошедшие с аделантадо Орельяна [Orillana], которые говорят, что река, спускающаяся из Перу к северному морю (та река обычно называется [рекой племени] Амазонок (de los Amazonas), или Мараньон (del Maranon) — имеет в длину более тысячи лиг, а в ширину местами более 25.»
Первым из европейцев проплыл по всей длине реки от устья до истока в 1639 году португалец Педру Тейшейра. Один из его спутников, иезуит Кристобаль де Акунья, напечатал первое описание путешествия по Амазонке.

Бассейн Амазонки
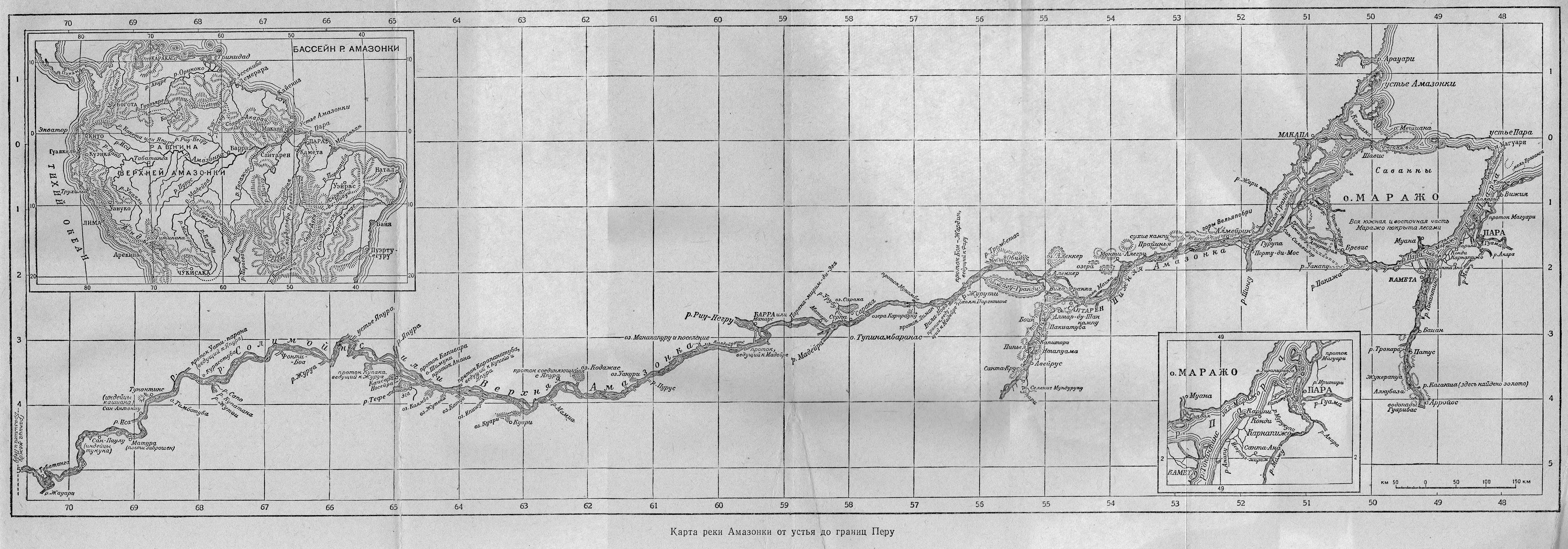
Из книги Генри Уолтера Бейтса «Натуралист на Амазонке» (1958)
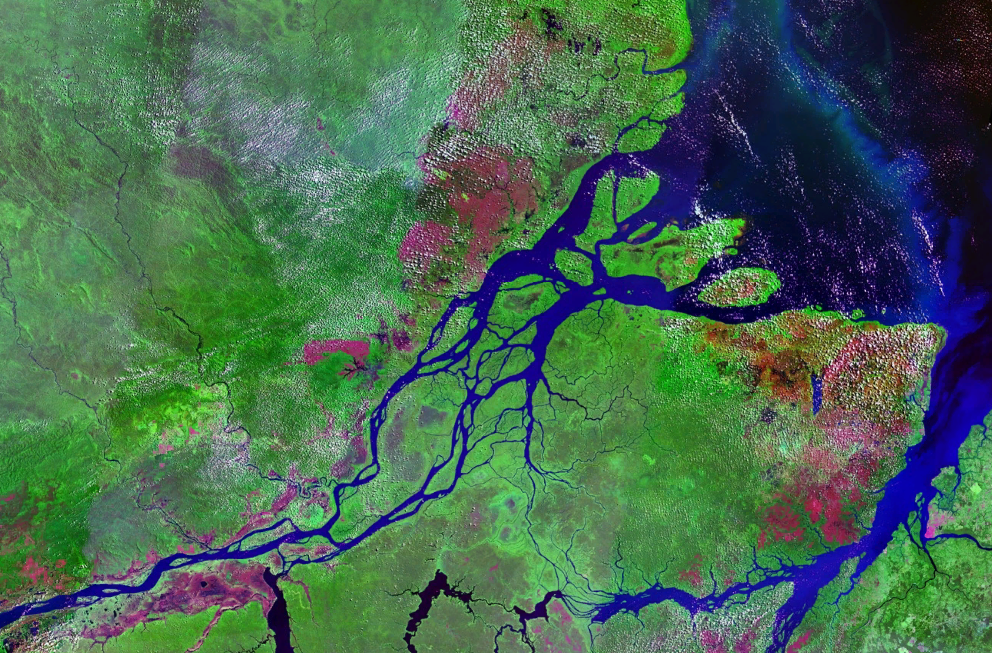
Спутниковый снимок устья Амазонки
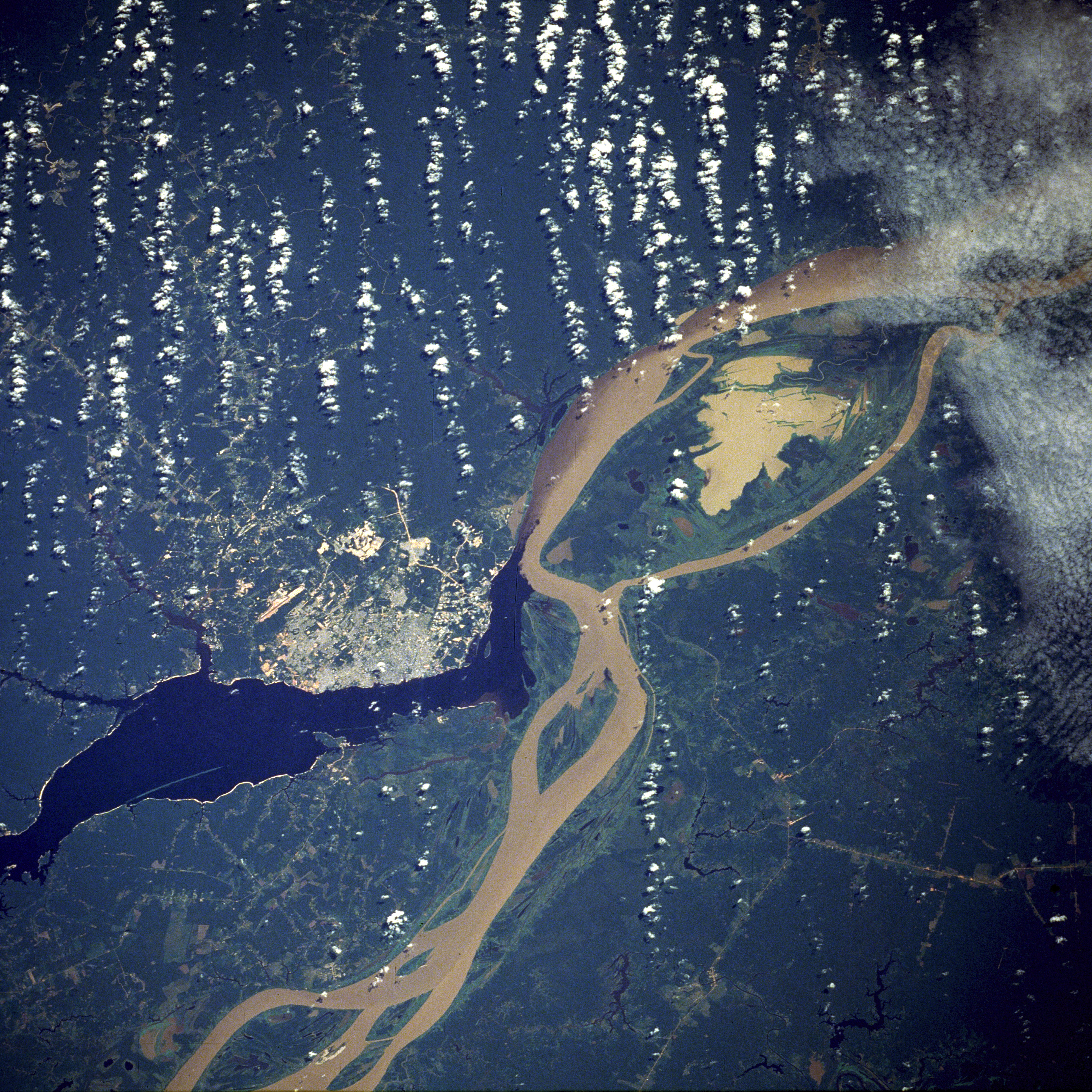
Манаус, крупнейший город на Амазонке, расположен у слияния вод[англ.] песочного Солимойнса и чёрной Рио-Негру
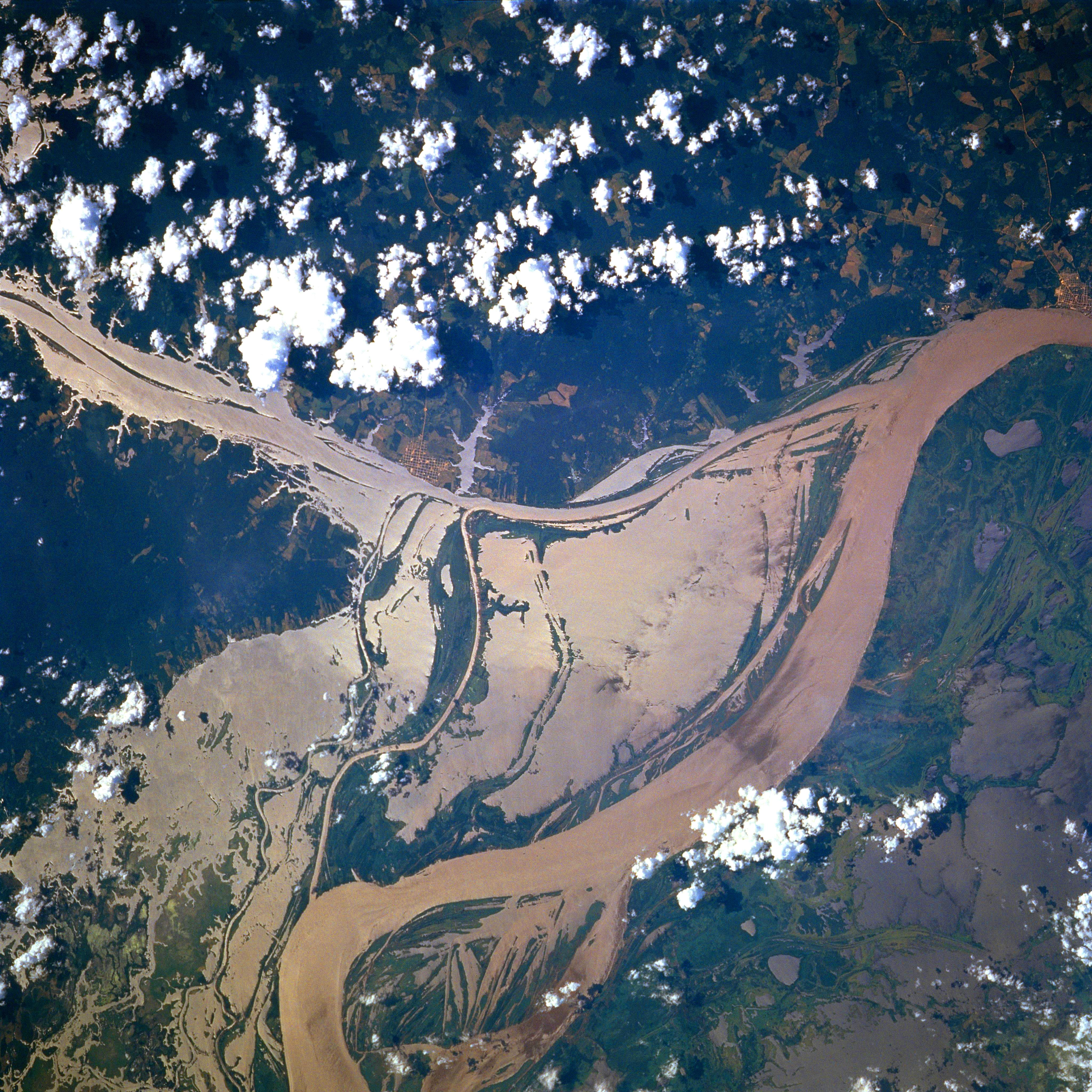
Разлив Амазонки, спутниковый снимок

## Флора и фауна
Амазония удивляет богатством фауны и флоры. На огромном пространстве обитает более миллиона самых разных видов растений и животных, и эту местность без преувеличения можно назвать мировым генетическим фондом. Учёные[какие?] утверждают, что на 10 км² тропического леса приходится 1,5 тысяч видов цветов, 750 видов деревьев, 125 видов млекопитающих, 400 видов птиц и бесчисленное количество беспозвоночных животных. Многие их виды даже не описаны и не идентифицированы.

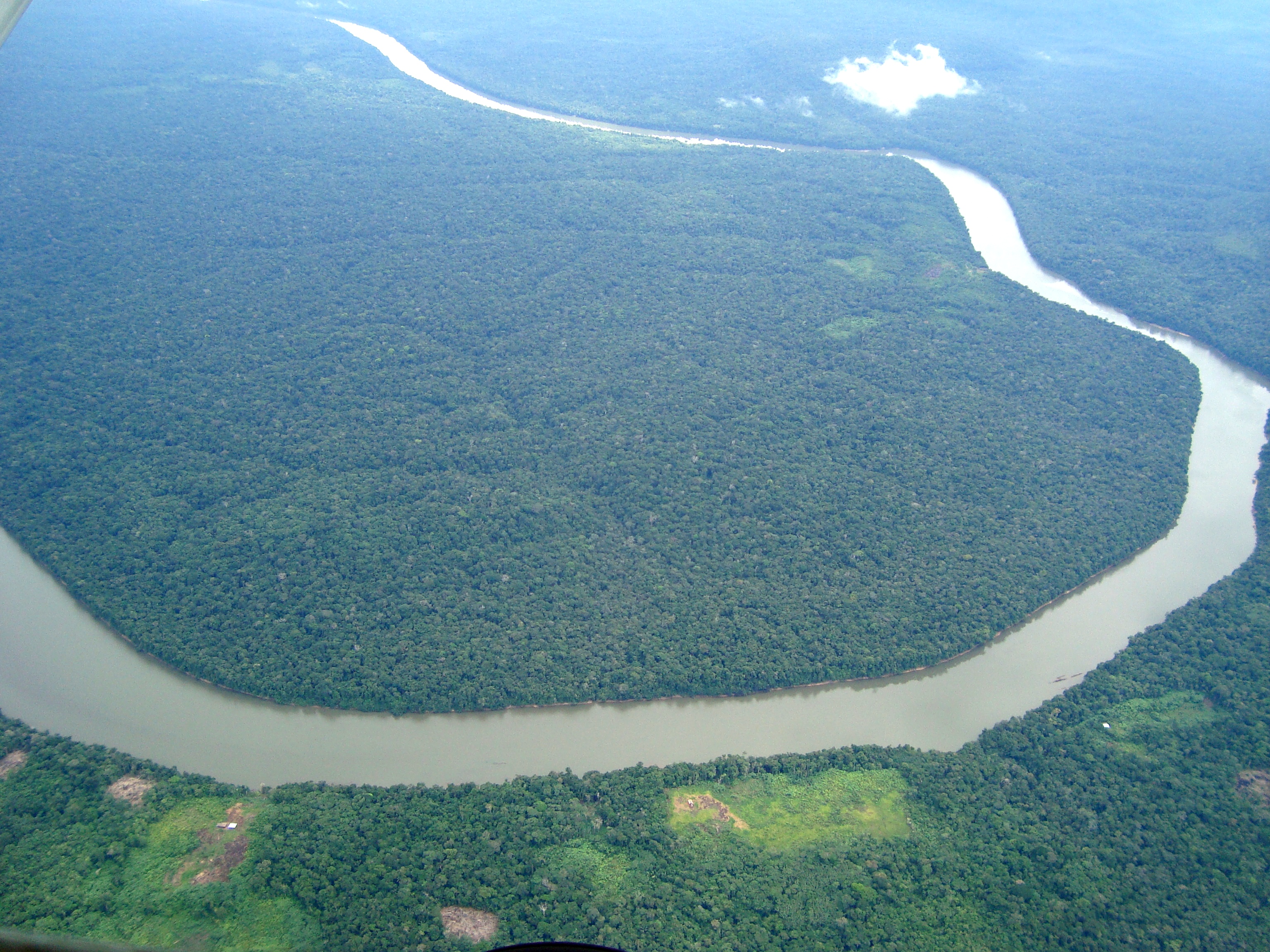
Дождевые леса Амазонии

В бассейне Амазонки раскинулся и самый большой в мире влажный тропический лес. Это исключительное растительное природное образование описал Александр фон Гумбольдт во время своего путешествия по Южной Америке в 1799—1804 годах, назвав его гилеей (от греческого «гилестон» — лес). Климат вечнозелёного экваториального леса жаркий и влажный; весь год температура колеблется в пределах 25—28 °C, и даже ночью не опускается ниже 20 °C. Дождевые осадки тут необыкновенно обильны: их годовая сумма составляет 2000—4000 мм, но иногда выпадает и больше. Внутри леса безветренно, только во время бури колышутся верхушки деревьев. Сквозь густые листья и переплетения лиан под кроны деревьев проникает мало света, а буйная растительность затрудняет передвижение, полностью лишая ориентации. Чтобы переместиться даже на небольшое расстояние, часто нужно прорубать дорогу.
Наиболее характерно для этих мест изобилие лиан — тонких, быстрорастущих стеблей, длина которых доходит до 100 м. Эти растения обвивают стволы и ветви деревьев, достигают крон, где находят свет, необходимый для жизни; там же они разветвляются, цветут и плодоносят. Взбираться и удерживаться на деревьях им помогают разнообразные приспособления (усы, колючки, шипы). Настоящим чудом растительного мира является Victoria regia, огромная водная лилия, настолько прочная, что может выдержать вес человека.
Николай Вавилов, путешествовавший по Амазонке в районе Белена в 1933 году, отмечал, что по берегам Амазонки особенно велико разнообразие пальм, их там около 800 видов. Пальмы произрастают как большими группами, так и отдельно. Он писал:
«Это в полном смысле слова царство пальм. Нигде в мире нет такого разнообразия, такой амплитуды изменчивости, какое можно видеть здесь. Особенно эффектны большие группы пальм с их стройными стволами, с кронами, поднятыми кверху, с яркими, собранными в зонтики или в метелки плодами. Они составляют совершенно своеобразный ландшафт, не повторяющийся нигде в тропиках.»:156

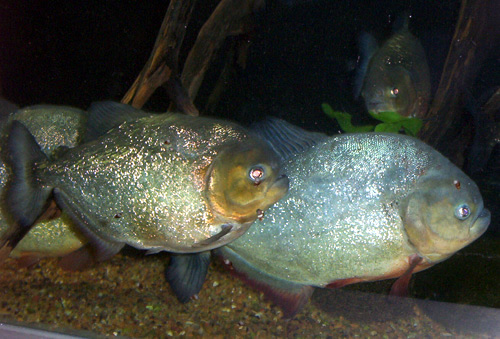
Пираньи

Вблизи рек часто можно встретить капибару — самого крупного в мире грызуна (масса тела около 50 кг), внешне напоминающего морских свинок. Животных, приходящих на водопой, у берега караулят анаконды — эти удавы, самые большие из змей, охотятся и в воде, где могут задушить даже каймана. Богатый животный мир Амазонии представлен ещё пресноводным речным дельфином иния и нутрией (в Европе этого зверька разводят на пушных фермах). Около берегов Амазонки можно встретить тапира — прекрасного пловца, хотя вес его тела достигает 200 кг. Чаще всего он передвигается тропками вблизи реки в одиночку. Питается листьями, веточками и плодами, многими видами водных растений. Один из опаснейших жителей джунглей и наиболее водолюбивый представитель семейства кошачьих, который способен даже нырять — ягуар. Индейцы племени гуарани называют его «d’iaguar» — как и мы.
В Амазонке и её притоках обитает более 2 тысяч видов рыб, обладающих исключительным разнообразием. Отсюда родом многие популярные аквариумные рыбы — например, гуппи, скалярии и броняковые. Только здесь водятся рыбы тамбаки (Colossoma macropomum), которые питаются падающими в воду семенами и плодами каучуковых деревьев. Встречаются и лепидосирены — одни из последних на Земле видов двоякодышащих рыб, а также аравана, достигающая метровой длины, которая выпрыгивает из воды и хватает жуков с нависающих над водой веток. Одними из самых знаменитых обитателей Амазонки являются пираньи, небольшие рыбы длиной от 13 до 40 см, необычайно прожорливы. Ведут хищный образ жизни. Могут напасть даже на крупных животных (змей или млекопитающих), переправляющихся через реку. Опасны они и для людей — привлечённые запахом крови, стаи этих рыб атакуют добычу, вырывая зубами куски мяса и обгладывая жертву до костей.
Такие рыбы, как сом-плоскоголовик и хараки (последняя является основной промысловой рыбой Амазонки), издают громкие звуки, слышимые над рекой. Видимо, обилие и разнообразие «поющих» рыб в Амазонке объясняется большой мутностью вод реки из-за примесей известняков и перегноя. В таких условиях зрительное общение рыб невозможно, и поэтому они используют звуки.

## Экологические проблемы

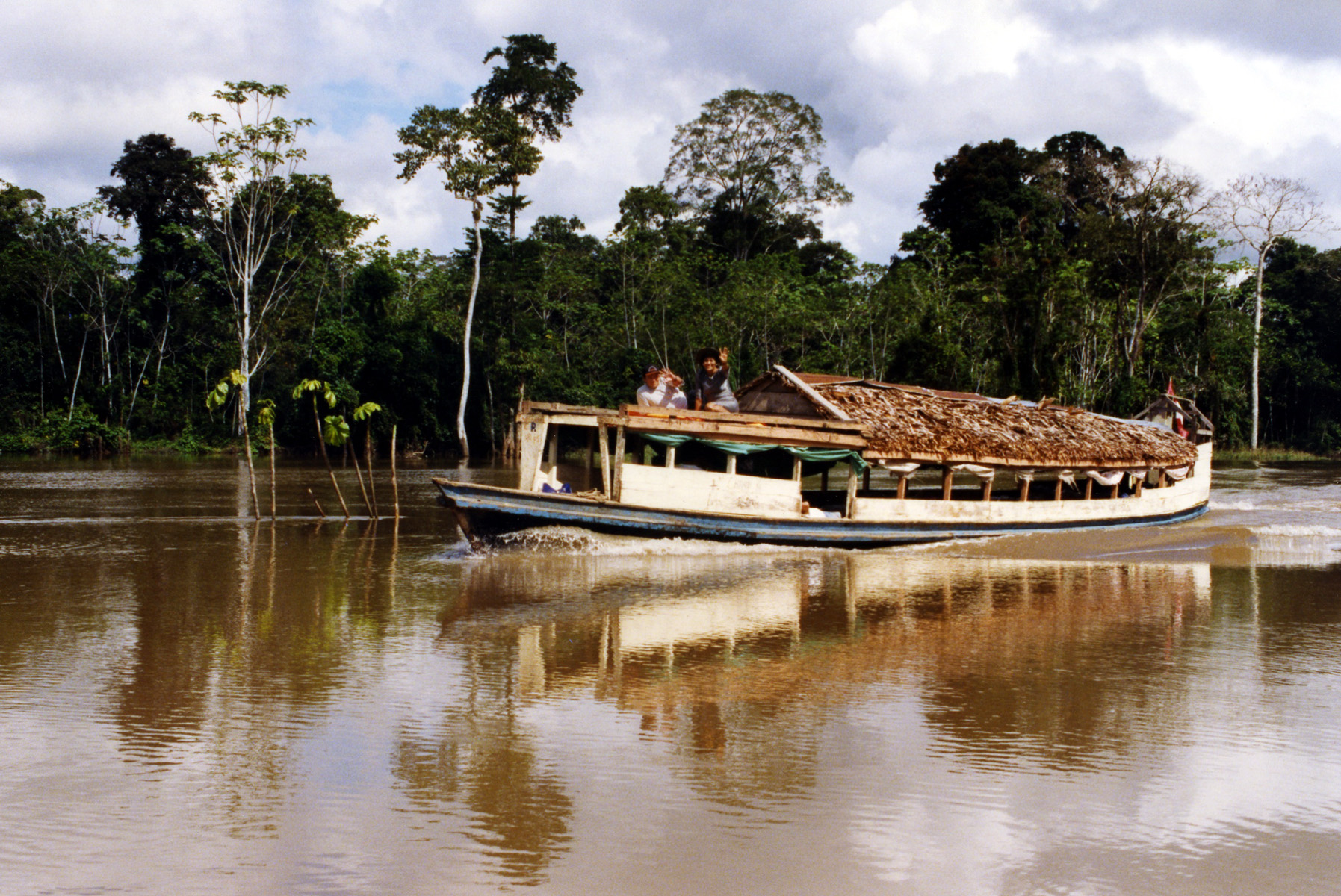
Речное такси

Амазонская сельва — незаменимая экосистема, которой, однако, угрожает массовая вырубка деревьев. Наибольшему опустошению подверглись оба берега реки между Манаусом и устьем. В 70-х годах ΧΧ века значительные лесные пространства были превращены в пастбища, что привело к эрозии почвы. На этих территориях уже нет девственных джунглей. И хотя вырубленную или выжженную растительность пытаются возродить, но в таком изменённом лесу содержится только часть изначального видового разнообразия.
От эксплуатации лесов гибнут многие виды растений и животных. Исключительно редко теперь встречается выдра Ptesonura brasilensis. В перечень исчезающих видов попали красное дерево Rio Palenque и бразильский палисандр с качественной древесиной, из которой делают дорогую мебель.
Вырубка ослабляет и осушает тропические леса Амазонки. В 2016 году по спутниковым наблюдениям зарегистрировано увеличение на 80 % количества очагов пожаров в лесах Амазонки.

## Подземная «река»
В августе 2011 года на заседании Бразильского геофизического общества в Рио-де-Жанейро было сделано сообщение об открытии под Амазонкой подземного водного потока, неофициально названного Хамза (порт. Rio Hamza, англ. Hamza River) в честь учёного Валия Хамза, родившегося в Индии, который более 45 лет занимался исследованием реки Амазонки. Подземная «река» была открыта группой учёных под руководством Валия Хамза, проводившей измерения температуры в недействующих нефтяных скважинах в бассейне реки Амазонки. Измерения были выполнены в 241 скважине, их анализ выявил горизонтальное течение воды на большой глубине. Проводить непосредственное наблюдение течения оказалось сложно из-за его маленькой скорости. По предварительной оценке первооткрывателей, Хамза течёт на глубине около 4 км под землёй сквозь пористые грунты параллельно Амазонке. Длина Хамзы составляет около 6 тыс. км, ширина до 400 км, расход воды около 3100 м³/с, скорость движения воды до 100 м/год. Воды Хамзы впадают в Атлантический океан, снижая солёность воды на расстоянии до 150 км от берега. После критического выступления в прессе геолога Хорхе Фигейредо, заявившего что термин «река» не подходит для крайне медленного движения воды через пористые грунты, Валия Хамза согласился, что открытое им течение не является рекой в общепринятом смысле этого слова.

## Факты
- На протяжении всей Амазонки через неё нет ни одного моста.
- В Амазонку впадают около 10 тысяч притоков, из которых более 100 являются судоходными, а 17 имеют протяжённость более 1600 км[22].
- В 2011 году по результатам всемирного конкурса Амазонка признана одним из семи природных чудес мира[23].
- По данным Департамента геофизики бразильской Национальной обсерватории, в одном направлении с Амазонкой, но на глубине 4 км, протекает подземная река Хамза (Hamza), питаемая грунтовыми водами. Её сток оценивается в 3 тысячи м³/с[24].
- Площадь бассейна Амазонки сопоставима (ненамного меньше) с площадью Австралии.
- Британец Эд Стаффорд был первым, кто прошел пешком от истока Амазонки до устья. На путь в 6400 км у него ушло более двух лет — 859 дней (с апреля 2008 года по август 2010 года)[25].
- Рекорд по плаванию вдоль Амазонки принадлежит словенцу Мартину Стрелу. 1 февраля 2007 года в возрасте 52 лет он стартовал в Перу в городке Аталайя в джунглях, и за 66 дней преодолев 5268 км по реке, завершил свою рекордную попытку в бразильском городе Белен.[источник не указан 1435 дней]